# Тафрина миндаля
Тафри́на миндаля́ (лат. Taphrina amygdali) — вид грибов рода тафрина (Taphrina) отдела аскомицеты (Ascomycota), паразит миндаля (Amygdalus). Вызывает курчавость листьев.

## Таксономический статус
Таксономический статус гриба недостаточно хорошо выяснен. Впервые признан самостоятельным видом А. А. Ячевским (описан им как Exoascus amygdali). Многие исследователи считают Taphrina amygdali синонимом тафрины деформирующей (Taphrina deformans), хотя для этих двух видов в литературе отмечены существенные морфологические различия.

## Описание
Поражённые листья утолщаются, их поверхность искривляется, окраска становится желтоватой или красновато-оранжевой. Впоследствии такие листья засыхают.
Мицелий межклеточный, зимует в почках и паренхиме молодых побегов.
Сумчатый слой («гимений») восковидный, беловатый, развивается чаще на нижней стороне листьев.
Аски четырёх-восьмиспоровые, булавовидные с закруглённой вершиной, размерами 24—30×10—11 мкм. Базальные клетки (см. в статье Тафрина) 10×8,3 мкм, с заострённым или суженным основанием.
Аскоспоры шаровидные, диаметром 3—4 мкм, не почкуются.
Спороношение наблюдается в мае — июле.

## Распространение и хозяева
Типовой хозяин — миндаль обыкновенный (Prunus dulcis), заражает обе его разновидности (var. amara и var. dulcis), а также других представителей подрода Миндаль. Известен в Швеции, в Южной Европе — от Апеннинского полуострова до России, в Закавказье, Средней Азии, Приморском крае, в Африке (Ливия) и Северной Америке.

## Близкие виды
- Тафрина деформирующая (Taphrina deformans) паразитирует на персике (Prunus persica), отличается несколько меньшими размерами базальных клеток, формой асков, аскоспоры этого вида крупнее, почкуются в асках.